# Choi Eun-kyung
Pour les articles homonymes, voir Choi.
Dans ce nom coréen, le nom de famille, Choi, précède le nom personnel.
Choi Eun-kyung, née le 26 décembre 1984 est une patineuse de vitesse coréenne qui a gagné la médaille d'or en relais sur 3000 m en patinage de vitesse sur piste courte aux Jeux olympiques de 2002 et de 2006.

## Palmarès

### Jeux olympiques
- Jeux olympiques d'hiver de 2002 à Salt Lake City ( États-Unis) 
  -  Médaille d'or en relais 3000 m
  -  Médaille d'argent sur 1500 m
- Jeux olympiques d'hiver de 2006 à Turin ( Italie) 
  -  Médaille d'or en relais 3000 m
  -  Médaille d'argent sur 1500 m
  - disqualifiée sur 1000 m